# 亞歷山大 (阿肯色州)
亞歷山大（英語：Alexander）是一個位於美國阿肯色州普拉斯基縣和薩林縣的城市。

## 地理
亞歷山大的座標為34°37′53″N 92°26′39″W / 34.63139°N 92.44417°W，而該地的平均海拔高度為109米（即358英尺）。

## 人口
根據2020年美國人口普查的數據，亞歷山大的面積為5.85平方千米，皆為陸地。當地共有人口3385人，而人口密度為每平方千米578人。